# Zhu Xiao-Mei
Zhu Xiao-Mei (朱晓玫S; Shanghai, 1949) è una pianista cinese naturalizzata francese.È anche autrice di una autobiografia dal titolo Il pianoforte segreto.

## Biografia
Zhu Xiao-Mei nasce a Shanghai il 1º gennaio 1949 in una famiglia della media borghesia, ed inizia a studiare il pianoforte sotto la guida della madre. La famiglia si trasferisce a Pechino quando lei ha sei anni, a seguito delle difficoltà del padre a mantenere il proprio posto di lavoro dopo l’avvento della Rivoluzione cinese. Mostra un talento assai precoce e già a 8 anni si esibisce in un concerto radiofonico. A undici anni entra al Conservatorio di Pechino, dove studia sotto la guida di Pan Yiming, e poi della pianista Zhou Guanren. La Rivoluzione culturale interrompe i suoi studi (viene anche emarginata dai compagni e dalla scuola a causa delle sue origini borghesi) e Zhu viene inviata per sei anni in un campo di lavoro alla frontiera con la Mongolia interna. Anche qui riesce a non abbandonare completamente la pratica musicale all’insaputa dei suoi guardiani. La sua autobiografia “Il pianoforte segreto” ci offre una testimonianza impressionante dei condizionamenti psicologici dei giovani cinesi in quel periodo. Al termine della Rivoluzione culturale riesce a rientrare a Pechino e a completare i suoi studi.
Nel 1979 conosce Isaac Stern in occasione di un viaggio del violinista in Cina, e riesce a lasciare il paese e a stabilirsi nel 1980 negli Stati Uniti, dove si perfeziona al New England Conservatory, soprattutto con Gabriel Chodos. Durante gli studi negli USA, deve lavorare duramente per mantenersi: si occupa anche dei lavori domestici in casa del primo flauto della Boston Symphony Orchestra, in cambio del permesso ad esercitarsi al pianoforte nella casa della musicista. 
Quando il suo visto sta per scadere e Zhu comincia a perdere la speranza di farcela, le si presenta la possibilità di trasferirsi a Parigi, nel 1985. Qui un professore del Conservatorio di Parigi, impressionato dal suo talento, riesce a procurarle un posto da insegnante nella scuola ed una sistemazione a basso costo. Nel 1994 è invitata a dare un concerto di pianoforte al Theatre de la Ville, la sua prima esibizione in pubblico a Parigi. Da allora, ritorna al teatro ogni anno per un concerto che registra sempre il tutto esaurito. La sua abilità pianistica attira l’attenzione su di lei, che inizia una intensa attività concertistica in Europa e in Sudamerica. Ha insegnato fino al 2014.
Nell’autunno 2014 ritorna trionfalmente in Cina eseguendo le Variazioni Goldberg nelle più grandi città del Paese. Anche per celebrare il suo ritorno sulla scena dopo 35 anni di assenza,, il Conservatorio di Pechino le conferisce il titolo di Professor Emeritus.
Grande interprete di Johann Sebastian Bach, Zhu Xiao-Mei ha registrato le sue Variazioni Goldberg, opera che ha eseguito in concerto più di trecento volte, i due libri del Clavicembalo ben temperato, l'Arte della fuga, le Partite, le Invenzioni a due e tre voci e le Suite francesi. La sua discografia comprende numerose incisioni dedicate a Scarlatti, Haydn, Mozart, Beethoven, Schubert e Schumann.  Va segnalato che Zhu ha effettuato la sua prima registrazione discografica all’età di 50 anni.
Zhu afferma di ritrovare nella musica di Bach la pace, quiete ed equilibrio che rappresentano il livello più alto della filosofia cinese tradizionale, il Taoismo. Questo concetto, oltre che nella sua autobiografia, è illustrato nel documentario《Une Chinoise avec Bach》, diretto da Michel Mollard.
Viene regolarmente invitata a far parte della giuria dei più grandi concorsi internazionali(Bach Leipzig, Busoni, Clara Haskil, Long-Thibaud-Crespin).
Nel 2014 è stata nominata “Chevalier de l’Ordre des Arts et des Lettres” dal Ministro della Cultura francese.
Tra i suoi progetti, oltre all’incisione integrale delle opere di Bach per tastiera, varie iniziative di sostegno per giovani musicisti. Considera infatti che la sua generazione in Cina abbia sofferto non solo per la privazione della libertà e per la durezza delle condizioni di vita, ma soprattutto per la chiusura delle scuole e delle università e dunque per la negazione del diritto all’educazione e alla cultura.
La sua autobiografia, pubblicata dall’editore Laffont nel 2007, ha vinto l’anno successivo il Grand Prix des Muses.

## Opere
- (FR) Zhu Xiao-Mei, des camps de Mao à Jean-Sébastien Bach, in La rivière et son secret, Robert Laffont, 2007, ISBN 2-221-13513-X.
- Zhu Xiao-Mei, Il pianoforte segreto, traduzione Tania Spagnoli, Bollati-Boringhieri, 2018
- Zhu Xiao-Mei - Retour en Chine, Michel Mollard, Salvator, 2015[7]